# Aleksiej Szachmatow
Aleksiej Aleksandrowicz Szachmatow (ur. 5 czerwca?/17 czerwca 1864 w Narwie, zm. 16 sierpnia 1920 w Piotrogrodzie) – rosyjski językoznawca i historyk kultury, profesor Uniwersytetu Petersburskiego.
Uchodzi za twórcę naukowej krytyki tekstu.

## Publikacje
- Issledowanije o jazykie nowgorodskich gramot XIII i XIV wieka (1886)
- K woprosu ob obrazowanii russkich narieczij i russkich narodnostiej (1899)
- Очерк современного русского литературного языка (1913)
- Синтаксис русского языка (1925–27)